# 上古天皇の在位年と西暦対照表の一覧
上古天皇の在位年と西暦対照表の一覧（じょうこてんのうのざいいねんとせいれきたいしょうひょうのいちらん）は、初代神武天皇から第25代武烈天皇までの天皇（摂政の神功皇后を含む）の在位年および空位年と西暦ならびに皇紀、干支との対照表を列挙したものである。神武天皇については誕生からの各年のほか、祖先の神々の一覧を付した。この時代には元号は使用されていない。
いずれの年代も『日本書紀』の記述を基に編纂された長暦である『日本長暦』に基づくものであり、考古学的知見に基づくものではないが、神武天皇の后の父は纒向遺跡付近の大神神社の祭神とも伝わる。第2代綏靖天皇から第9代開化天皇までは欠史八代と呼ばれ、神武天皇と共に実在性には諸説があるが、纒向遺跡付近の志貴御縣坐神社を本拠とした磯城県主と、これを女系で継承した穂積氏・物部氏の遠祖が8代の皇后を出したとも伝わるが、異伝もある。第10代崇神天皇、第11代垂仁天皇、第12代景行天皇は纒向遺跡付近に都したと伝えられ、箸墓古墳や大彦命（稲荷山古墳出土鉄剣銘文のオオヒコに比定する説がある）の伝承もあり、実在したならば3世紀後半から4世紀半ばと推定されるが、定かではない。また『日本書紀』が記す神功皇后・第15代応神天皇の時代の歴代百済王の年代は『三国史記』が記す年代（4世紀後半～5世紀初頭）より120年遡ることが知られており、応神天皇から第21代雄略天皇までは『宋書』の倭の五王（5世紀）に比定する説がある。特に倭王武に比定される雄略天皇は上記鉄剣銘文のワカタケル大王にも比定され、5世紀後半に実在したことはほぼ確実とされる。
なお、旧暦（太陰太陽暦）と西暦（太陽暦）との比較や換算にあたっては、年初が1か月程度ずれる（その年によって異なるが約20～50日、西暦の方が1月1日の到来が早い）ので、特に旧暦11月と12月を取り扱う際には注意が必要である。また、いずれの天皇・摂政も譲位はしておらず、すべて崩御（死亡）によって在位が終了したとされる。
太字は『日本書紀』の太歳干支の年を示す。